# Bandini 1000 V
La Bandini 1000 V sport prototipo è un'autovettura da corsa costruita nel 1970 dalla Bandini Automobili di Forlì.
Questa biposto sport affianca per molti anni le precedenti 1000/66 (di cui rappresenta l'evoluzione ma non la sostituzione), la Saloncino e la successiva 1000/72 sulle piste e corse in salita di tutta Italia. 
Alle caratteristiche oramai consolidate delle precedenti Bandini, si aggiunge la novità della testata completamente progettata da Ilario Bandini e realizzata in alluminio così come l'intero motore di 1000 cm³ di cilindrata. Questa prevede l'impiego di carburatori verticali Solex (da cui la V della sigla) posti ortogonalmente al piano originato dai due alberi a camme. 
Completamente nuova è la scelta della carrozzeria con una parte posteriore di sezione maggiore rispetto al resto della vettura originando grandi aperture per il vano motore; così come inediti sono i flap posti alle sue quattro estremità con chiara funzione aerodinamica.

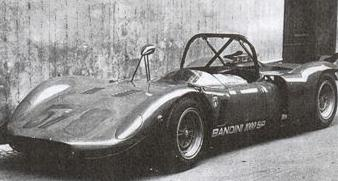

## Il telaio

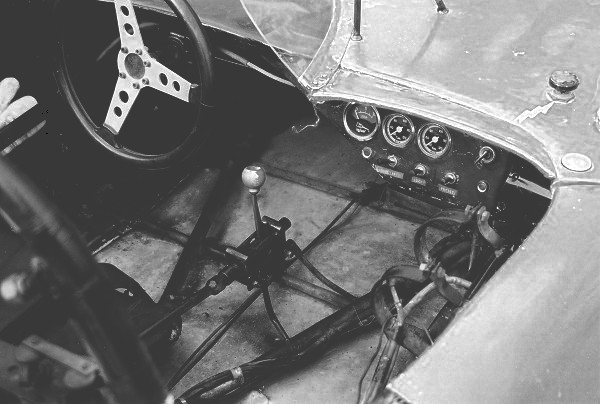
L'abitacolo della 1000V sport prototipo

Il telaio, a traliccio di tubi in acciaio speciale, deriva direttamente da quello della 1000/66, anche se l'esperienza accumulata dalle gare, dalle prove in pista e dalla recente nascita della Saloncino contribuiscono alla nascita di un telaio che oltre alle due travi principali a sezione ellittica veda l'uso anche di elementi a sezione rotonda oltre ad una diversa disposizione dei pesi e al motore che assume una funzion sempre più portante. 
Nuove fusioni dei portamozzi permettono una variazione degli angoli caratteristici delle sospensioni. 
- Struttura e materiale: a traliccio di tubi a sezione ellittica e rotonda in acciaio speciale, motore semiportante
- Sospensioni:
  - anteriore: indipendenti, a triangoli sovrapposti con ammortizzatori oleodinamici telescopici inclinati e molle cilindriche elicoidali coassiali; barra stabilizzatrice
  - posteriore: indipendenti, triangolo inferiore e bracci oscillanti ammortizzatori oleodinamici telescopici inclinati agenti sul portamozzo, barra di torsione, camber, caster e convergenza regolabili
- Impianto frenante:
  - di servizio: idraulico, a disco anteriori e posteriori
- Sterzo: a pignone e cremegliera
- Guida: a sinistra
- Ruote: in lega d'alluminio Campagnolo
- Serbatoio: 40 Litri
- Trasmissione: differenziale e cambio posteriore Colotti, semiassi isometrici con giunti omocinetici, trazione posteriore
- peso: <400 kg

## Motore Bandini 1000 c.c.

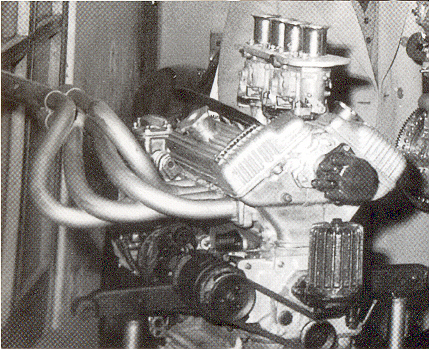
Il motore a carburatori verticali.

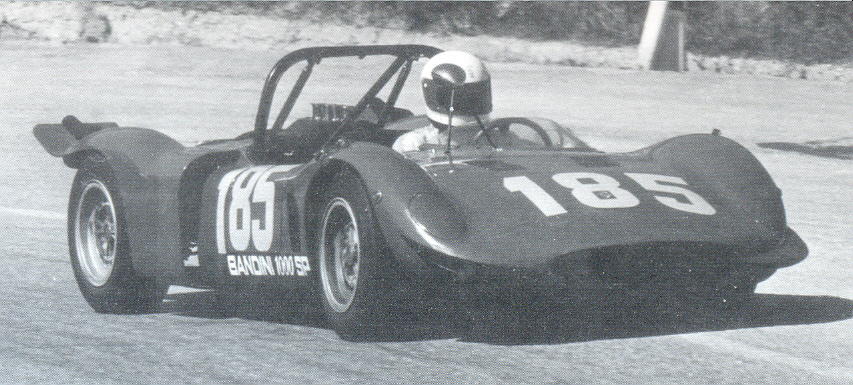

- Posizionamento: posteriore longitudinale, 4 cilindri in linea
- Materiali e particolarità: doppio albero a camme in testa in lega d'alluminio a camera di scoppio e pistoni a cielo emisferico, distribuzione a catena con tenditore alberi a camme su cuscinetti a rulli, monoblocco e basamento a cinque supporti di banco in unica fusione e coppa dell'olio in lega d'alluminio, canne dei cilindri cromate e smontabili, bielle in alluminio.
- Alesaggio: 68 mm
- Corsa: 68 mm
- Cilindrata: 987 cm³
- Rapporto di compressione: 9:1
- Alimentazione: 2 carburatori Solex doppio corpo
- Potenza: 115 CV @ 8000 rpm
- Lubrificazione: carter umido con pompa a ingranaggi e filtro esterno,
- Raffreddamento: forzato a liquido con pompa centrifuga comandata da puleggia e cinghia, radiatore verticale, all'avantreno
- Cambio e frizione: Colotti 5 marce sincronizzate + RM, frizione monodisco a secco
- Accensione e impianto elettrico: bobina e distributore-ruttore sulla testa, batteria 12 V e dinamo

## La carrozzeria

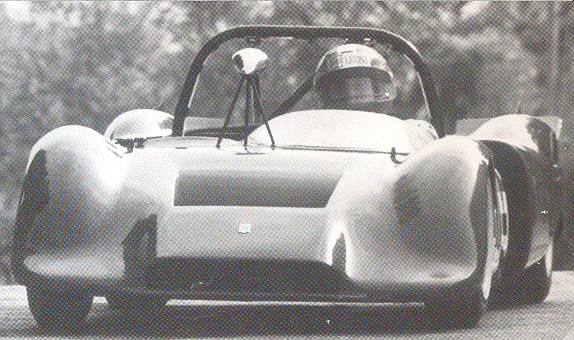

La carrozzeria Bandini in alluminio è composta da una parte anteriore velocemente rimovibile, bassa e rotondeggiante, con una generosa presa d'aria ovale al centro, molto simile alla precedente 1000/66 ma qui, è affiancata da due pinne fisse con due griglie di sfogo dell'aria davanti all'abitacolo. Questa parte venne modificata a metà del 1972. Lo spazio per i fari viene sfruttato per aumentare la forza verso il basso dell'aria, definendo più decisamente la presa d'aria che appare anche più squadrata e acquisisce uno sfogo molto più ampio. La parte posteriore usufruisce della differenza di larghezza rispetto al resto della vettura, questo crea ampie prese d'aria laterali per il motore e grazie anche al pannello che sigilla perfettamente il vano motore, porta flussi molto puliti ai flap fissi posteriori. In un secondo tempo, furono installati anche schermi per le ruote posteriori che già erano stati utilizzati sulle "Saponetta" da pista.